# Jamie Dornan
James „Jamie” Dornan (ur. 1 maja 1982 w Holywood) – północnoirlandzki aktor, model i muzyk.
Grał szeryfa Grahama Humberta w serialu ABC Dawno, dawno temu (2011–2013). Za rolę seryjnego mordercy Paula Spectora w serialu wyprodukowanym przez BBC Two oraz RTÉ One o nazwie Upadek (2013–2016) zdobył nagrodę Irish Film & Television Awards w kategorii „Najlepszy aktor telewizyjny”. Wcielił się również w postać Axela von Fersena w filmie Sofii Coppoli Maria Antonina (2006), Christiana Greya w serii filmów Pięćdziesiąt Twarzy Greya (2015–2018) oraz Jana Kubiša w filmie Operacja Anthropoid (2016).

## Życiorys

### Wczesne lata
Jest najmłodszym z trojga dzieci prof. Jima Dornana (1948-2021), lekarza położnika i wykładowcy na uniwersytecie w Belfaście, i Lorny Dornan. Ma dwie starsze siostry: Jessicę i Leise. Wychował się na przedmieściach Belfastu w Irlandii Północnej. Jest kuzynem aktorki Greer Garson. Dziadkowie z obu stron jego rodziny byli świeckimi kaznodziejami Kościoła Metodystycznego.
Dornan uczęszczał do prywatnej szkoły Methodist College Belfast, gdzie grał w rugby i występował w przedstawieniach. Studiował na University of Teesside, ale porzucił naukę i przeniósł się do Londynu, aby uczyć się aktorstwa.
Kiedy miał 16 lat, jego matka zmarła na raka trzustki. Rok później, w jego urodziny, czwórka jego przyjaciół, którzy nakłaniali go do udziału w terapiach po stracie matki, zginęła w wypadku samochodowym.

### Kariera
Podczas nauki w Methodist College Belfast poznał Davida Alexandera, z którym założył zespół muzyczny Sons of Jim, z którym występował do 2008. Nazwa zespołu związana jest z faktem, że ojcowie obu mężczyzn noszą takie samo imię – Jim.
Karierę w mediach rozpoczął od pracy jako fotomodel, a po podpisaniu kontraktu z agencją Select wziął udział w licznych kampaniach reklamowych bielizny, m.in. Calvin Klein Underwear z Kate Moss i Evą Mendes w 2009 i 2010. Pracował także dla marek odzieżowych, takich jak Zara, Dior (został twarzą kampanii perfum Dior Homme) Hugo Boss, Giorgio Armani, Dolce & Gabbana i H&M.
W 2006 zadebiutował w filmie Sofii Coppoli Maria Antonina, do którego dostał angaż dzięki wstawiennictwu swojej byłej dziewczyny, Keiry Knightley. Rola kochanka królowej przyniosła mu tytuł „Złotego torsu”, który nadał mu The New York Times. W 2011 wystąpił w siedmiu odcinkach serialu ABC Dawno, dawno temu (Once Upon A Time), w podwójnej roli Łowcy/szeryfa Grahama Humberta. W brytyjskim Upadek (The Fall) zagrał seryjnego mordercę u boku Gillian Anderson. W 2013 dostał angaż do roli Christiana Greya w filmie Pięćdziesiąt twarzy Greya. Za tę rolę otrzymał Złotą Malinę dla najgorszego aktora pierwszoplanowego. Dwa lata później został nominowany do tej antynagrody w tej samej kategorii za rolę w kolejnej części serii – Ciemniejszej stronie Greya. W grudniu 2016 został okrzyknięty najseksowniejszym mężczyzną 2017 w rankingu sporządzonym przez magazyn Glamour.
Od początku kariery aktorskiej pojawił się na okładkach magazynów, takich jak m.in.: „Variety”, „Attitude” (w maju 2006), „London Evening Standard” (4 września 2009), „Elle” (edycja brytyjska w lutym 2015), „Variety” (w lutym 2015), „Details” (w lutym 2015), „GQ” (we wrześniu 2018), „Esquire” (edycja hiszpańska w październiku 2018), „Glamour”, „Interview” (w lutym 2015) i „The Times” (w grudniu 2018).

## Życie prywatne
Od 2003 do 2005 związany był z aktorką Keirą Knightley. W latach 2006–2007 spotykał się z modelką Kate Moss, ponadto w 2007 przez krótki czas był w związku z aktorką Mischą Barton W listopadzie 2007 zaczął spotykać się z piosenkarką oraz aktorką Amelią Warner, którą poślubił 13 kwietnia 2013. Mają trzy córki: Dulcie (ur. 2013), Elvę (ur. 2016) i Albertę (ur. 2019).
Jest ateistą. Choć ma astmę, prowadzi aktywny tryb życia; lubi grać w golfa, tenisa i rugby, a ponadto jeździ na nartach i żegluje. Jest kibicem Manchesteru United.

## Filmografia

### Filmy
- 2006: Maria Antonina (Marie Antoinette) jako hrabia Axel von Fersen
- 2008: Beyond the Rave jako Ed
- 2009: X Returns jako X
- 2009: Nice to Meet You jako Młodzieniec
- 2009: Rysy na szkle (Shadows in the Sun) jako Joe
- 2014: Porywy Serc (Flying Home) jako Colin Montgomery
- 2015: Pięćdziesiąt twarzy Greya (Fifty Shades of Grey) jako Christian Grey
- 2015: Ugotowany (Burnt) jako Leon Sweeney – scena usunięta
- 2016: Operacja Anthropoid (Anthropoid) jako Jan Kubis
- 2016: Oblężenie Jadotville (The Siege of Jadotville) jako Pat Quinlan
- 2016: 9. życie Louisa Draxa (The 9th Life Of Louis Drax) jako dr Allan Pascal
- 2017: Ciemniejsza strona Greya (Fifty Shades Darker) jako Christian Grey
- 2018: Untogether jako Nick
- 2018: Nowe oblicze Greya (Fifty Shades Freed) jako Christian Grey
- 2018: Moja kolacja z Herve (My Dinner with Herve) jako Danny Tate
- 2018: Prywatna wojna (A Private War) jako Paul Conroy
- 2018: Robin Hood: Początek (Robin Hood) jako Szkarłatny Will
- 2019: Synchronic jako Dennis
- 2020: Endings, Beginnings jako Jack
- 2020: Trolle 2 (Trolls World Tour) jako Chaz (głos)
- 2020: Wild Mountain Thyme jako Anthony
- 2021: Barb i Star jadą do Vista Del Mar (Barb and Star Go to Vista Del Mar) jako Edgar Pagét
- 2021: Belfast (Belfast) jako Pa
- 2022: Misja Stone (Heart of Stone) jako Parker
- 2022: Duchy w Wenecji (A Haunting in Venice) jako dr Leslie Ferrier

### Seriale TV
- 2011, 2013: Dawno, dawno temu (Once Upon A Time) jako Łowca/szeryf Graham Humbert
- 2013–2016: Upadek (The Fall) jako Paul Spector
- 2014: Nowe światy (New Worlds) jako Abe Goffe
- 2018: Śmierć i słowiki (Death and Nightingales) jako Liam
- 2022: Turysta (The Tourist) jako mężczyzna / Elliot Stanley / Eugene Cassidy

## Dyskografia

### Single
- 2005: „Fairytale”
- 2006: „My Burning Sun”
- 2018: „Maybe I’m Amazed” (ze ścieżki dźwiękowej do filmu Nowe oblicze Greya)

## Nagrody
- Złota Malina Najgorszy aktor: 2016 Pięćdziesiąt twarzy Greya